# Sphaeropteris cooperi
Sphaeropteris cooperi,  sinónimo taxonómico de Cyathea cooperi, é uma espécie de feto arbóreo da ordem Cyatheales, nativo da Austrália (New South Wales e Queensland), mas naturalizao em múltiplas regiões subtropicais, podendo nalguns casos ser espécie invasiva.

## Descrição
O Sphaeropteris cooperi é um feto arbóreo médio a grande, de crescimento rápido, com uma altura de até 15 m e um tronco grosso. O ápice do tronco e os báculos são particularmente atraentes, cobertos por escamas longas, sedosas e cor de palha. A copa é muito espalhada e as frondes verde-claro podem atingir um comprimento de 4 a 6 m. Pode também, muito raramente, ser encontrada com coloração rosa-pálido com uma risca laranja a meio, um tipo de cor extremamente raro,variedade muito valorizada como planta ornamental.
O Sphaeropteris cooperi é um dos fetos arbóreos mais comummente cultivados como planta ornamental. É utilizado em jardins e em paisagismo público. É resistente e fácil de cultivar. As geadas fortes podem matar as frondes, mas as plantas recuperam rapidamente. A planta prefere condições húmidas, protegidas e à sombra, mas pode ser cultivada em áreas ensolaradas. Não cresce na sua forma óptima a pleno sol e deve ser bem regada.
Sob o seu sinónimo Cyathea cooperi, recebeu o Award of Garden Merit da Royal Horticultural Society. A espécie é por vezes incorretamente rotulada na indústria de viveiros como Cyathea australis, um sinónimo de Alsophila australis.
A espécie encontra-se naturalizada na Austrália Ocidental, Austrália do Sul e em partes da Nova Gales do Sul, onde não é nativa. Também se naturalizou na Nova Zelândia, África do Sul, Tanzânia, ilhas Mascarenhas, Açores, ilha da Madeira e Hawaii, onde está classificada como espécie invasora.

## Galeria

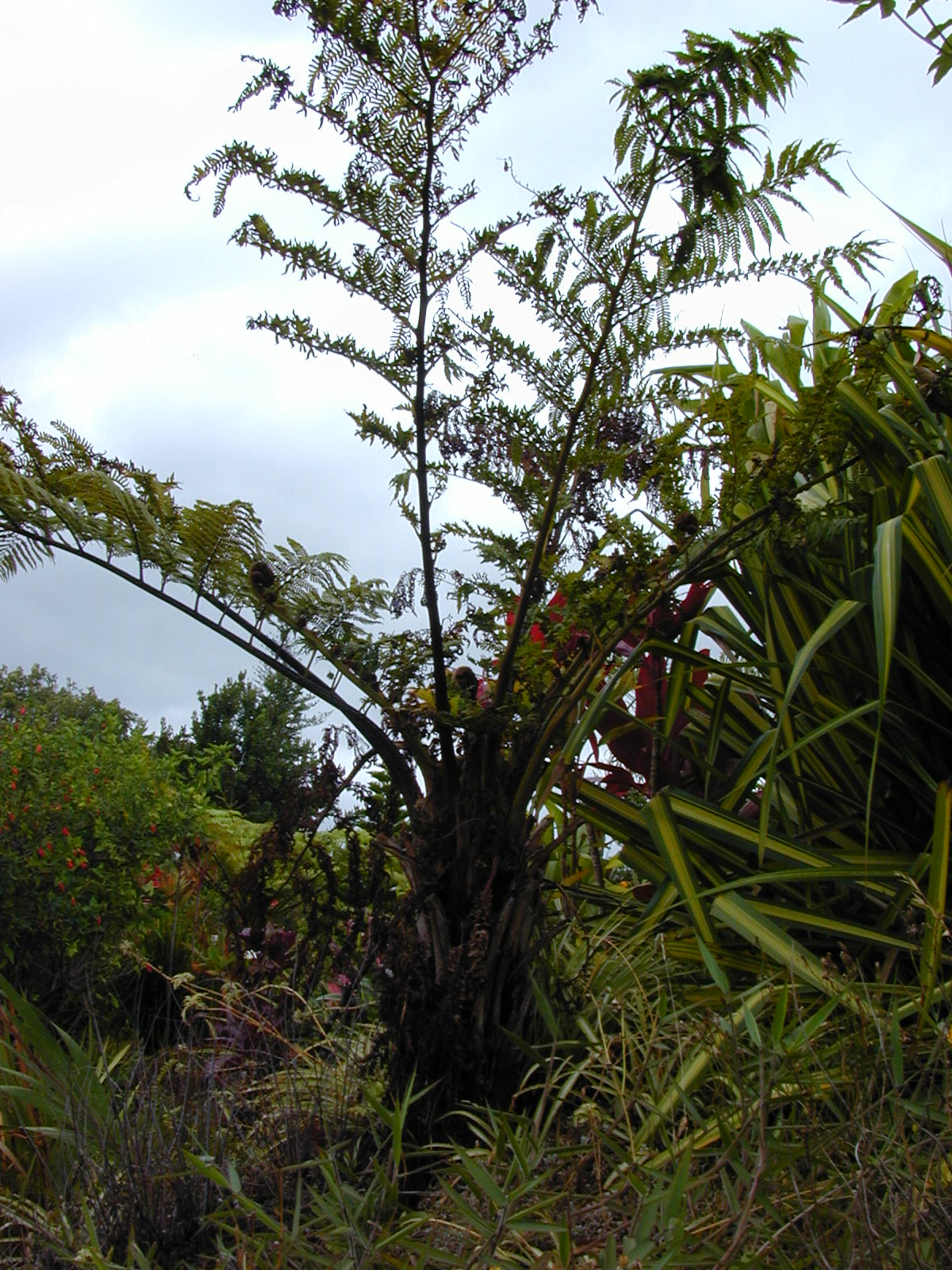
Planta em Makawao, Maui, Hawaiʻi
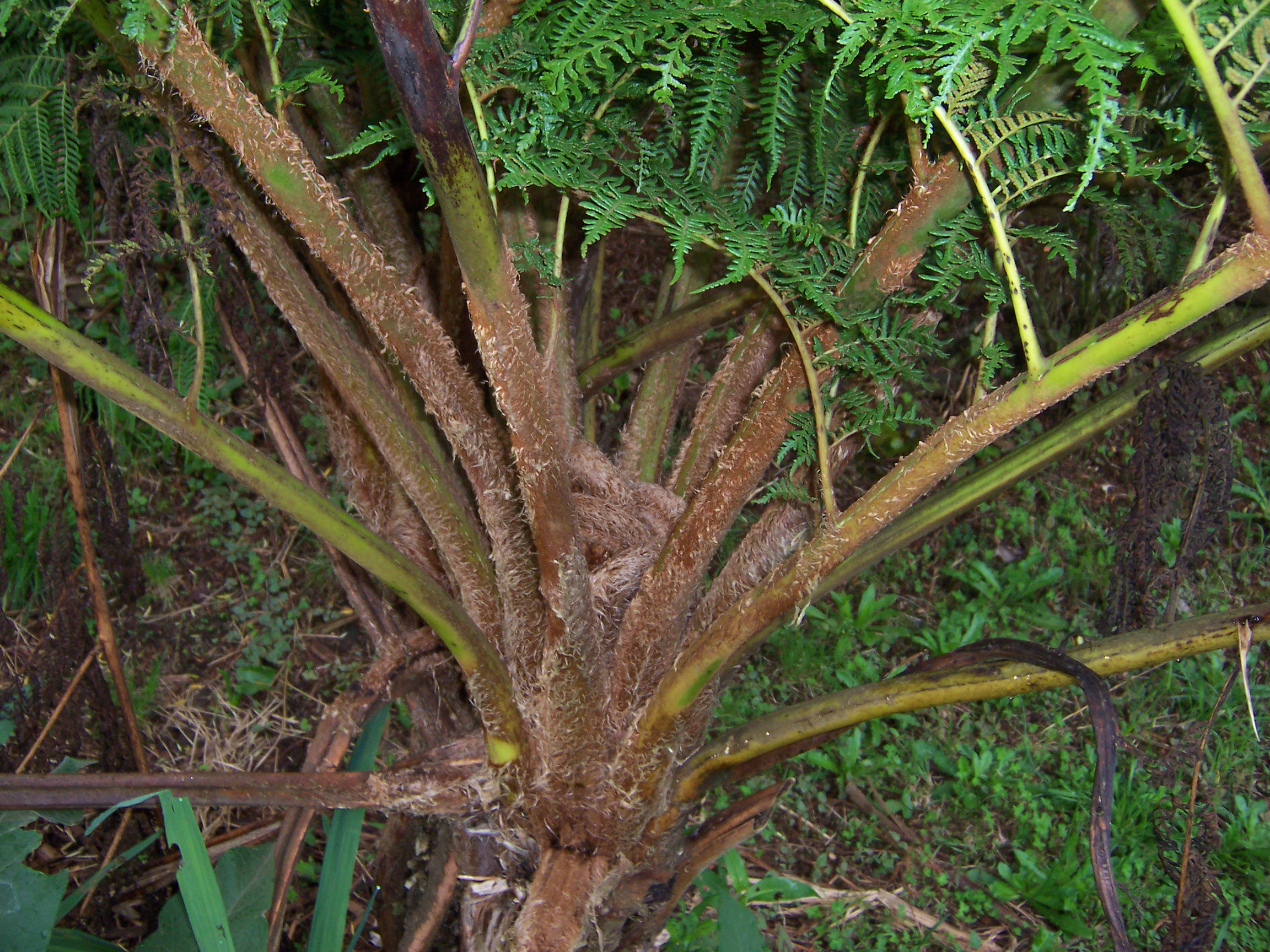
Pormenor do tronco e inserção das frondes.
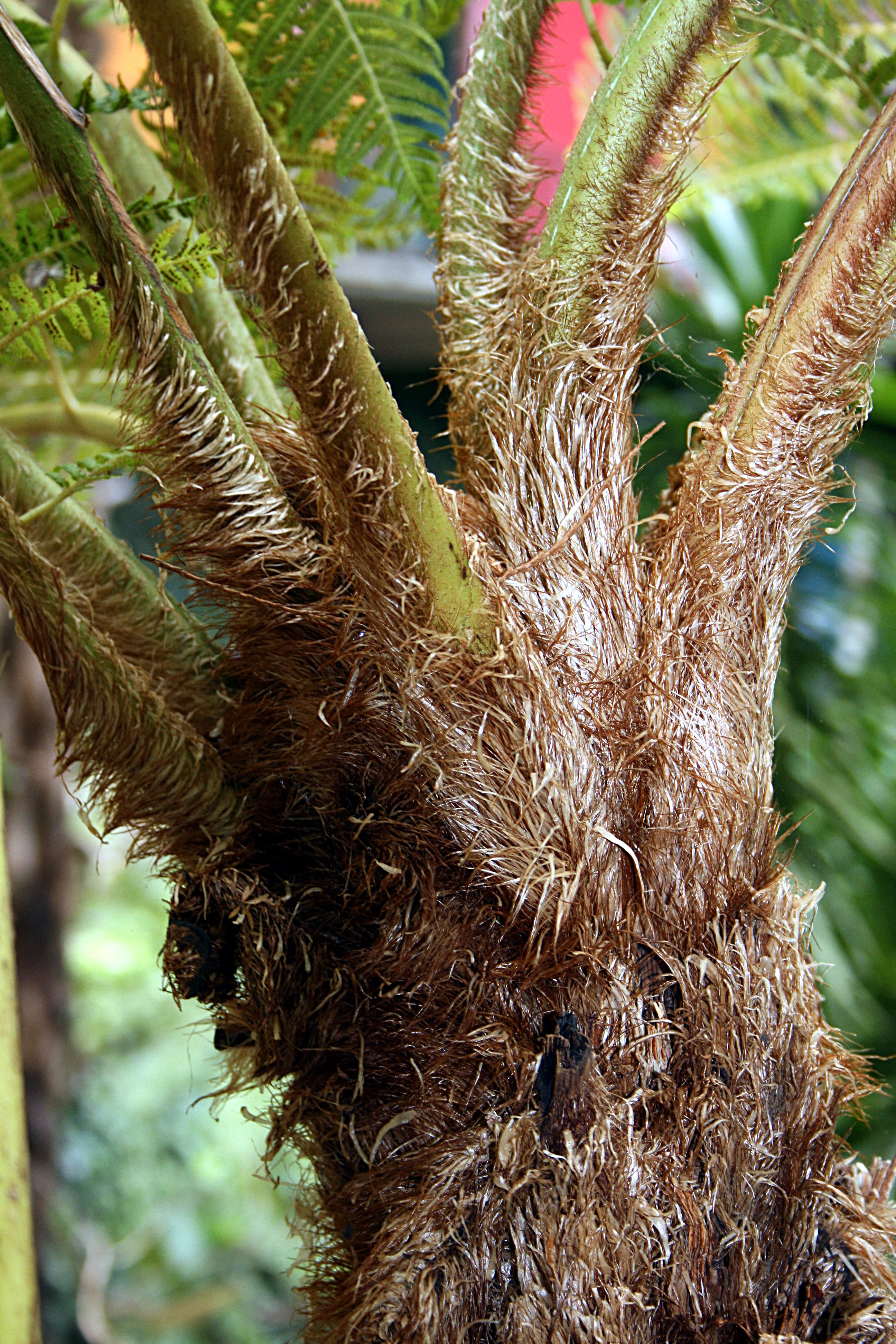
Pormenor do tronco
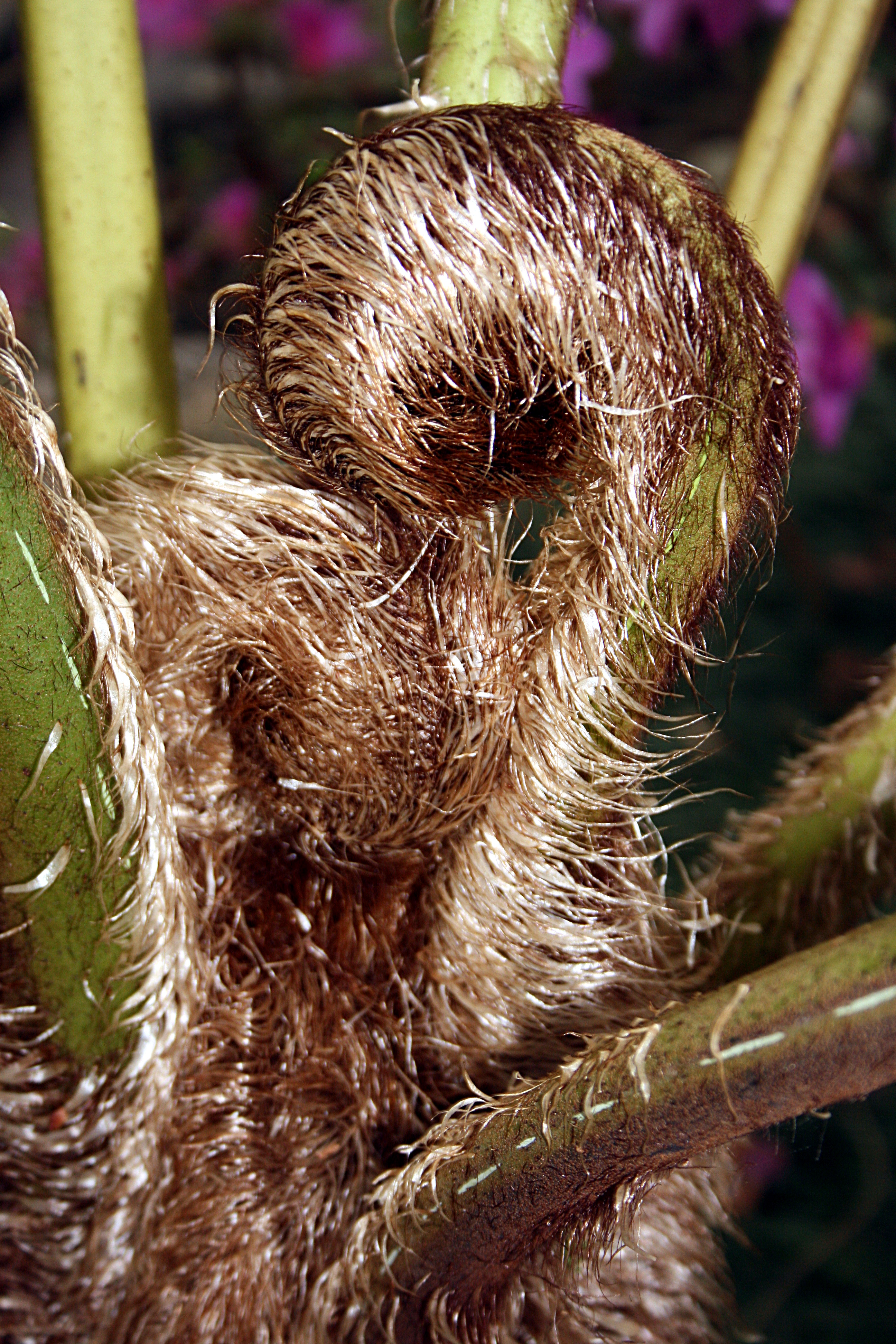
Desfraldar de um rebento baculiforme
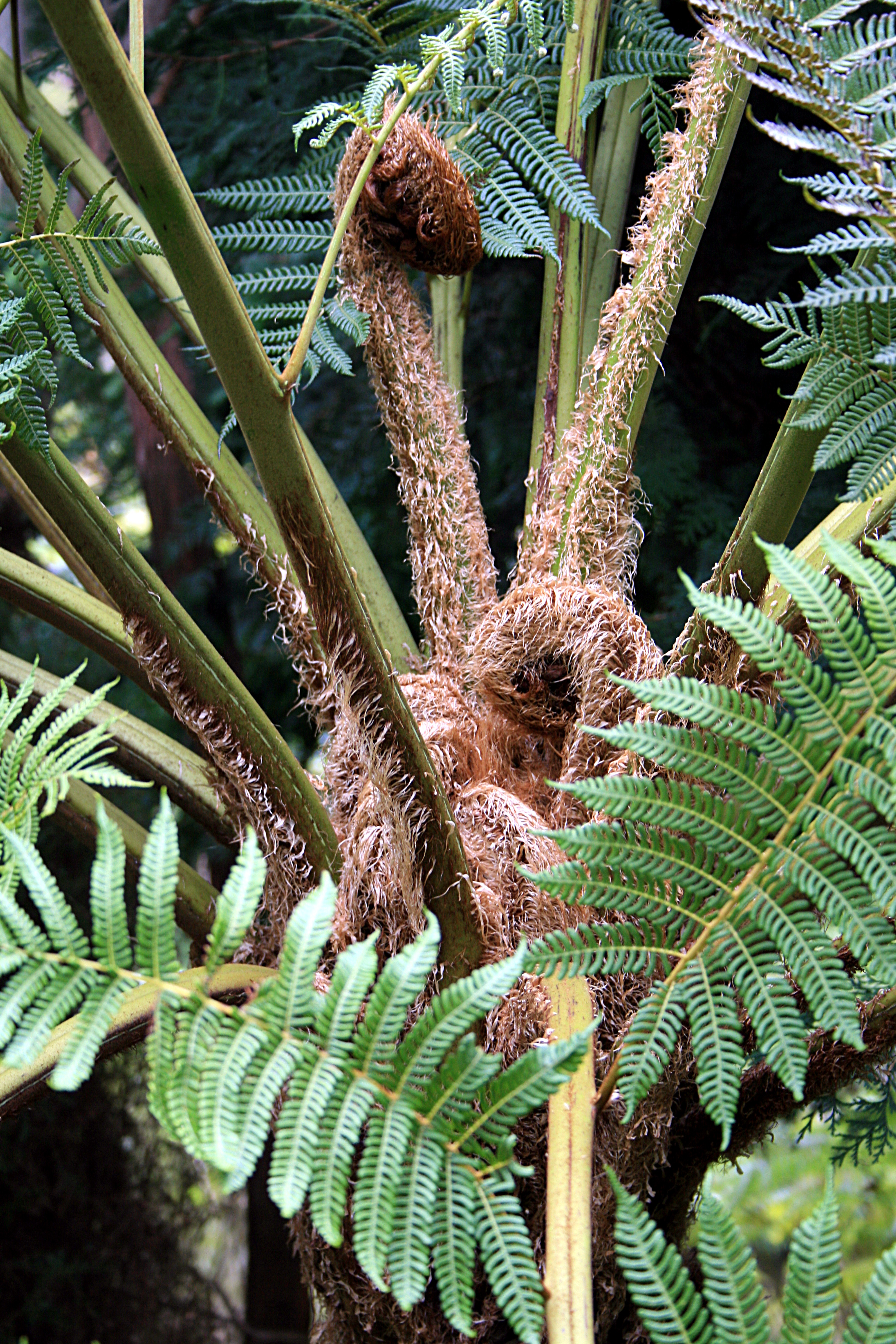
Desfraldar de rebentos baculiformes
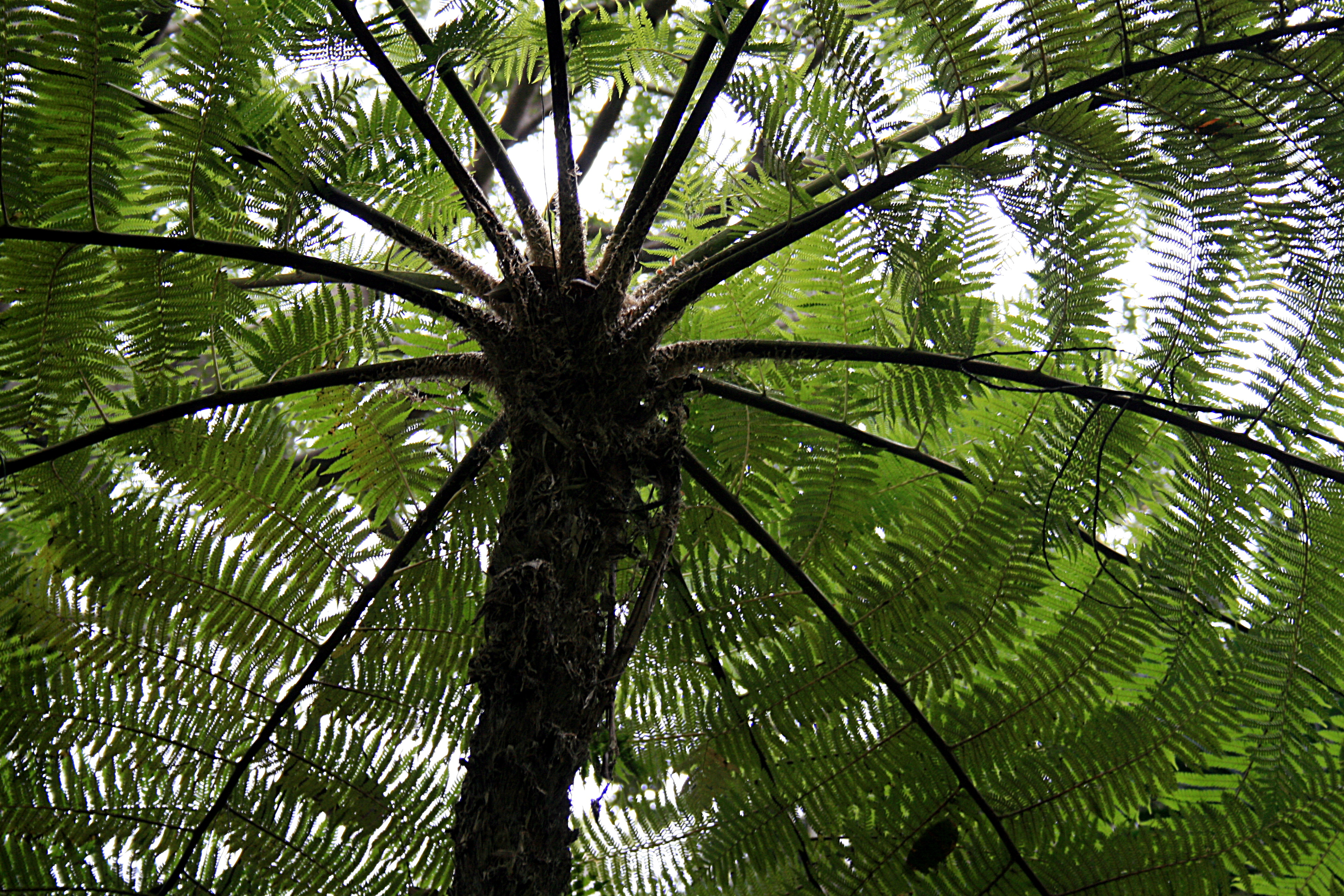
Coroa
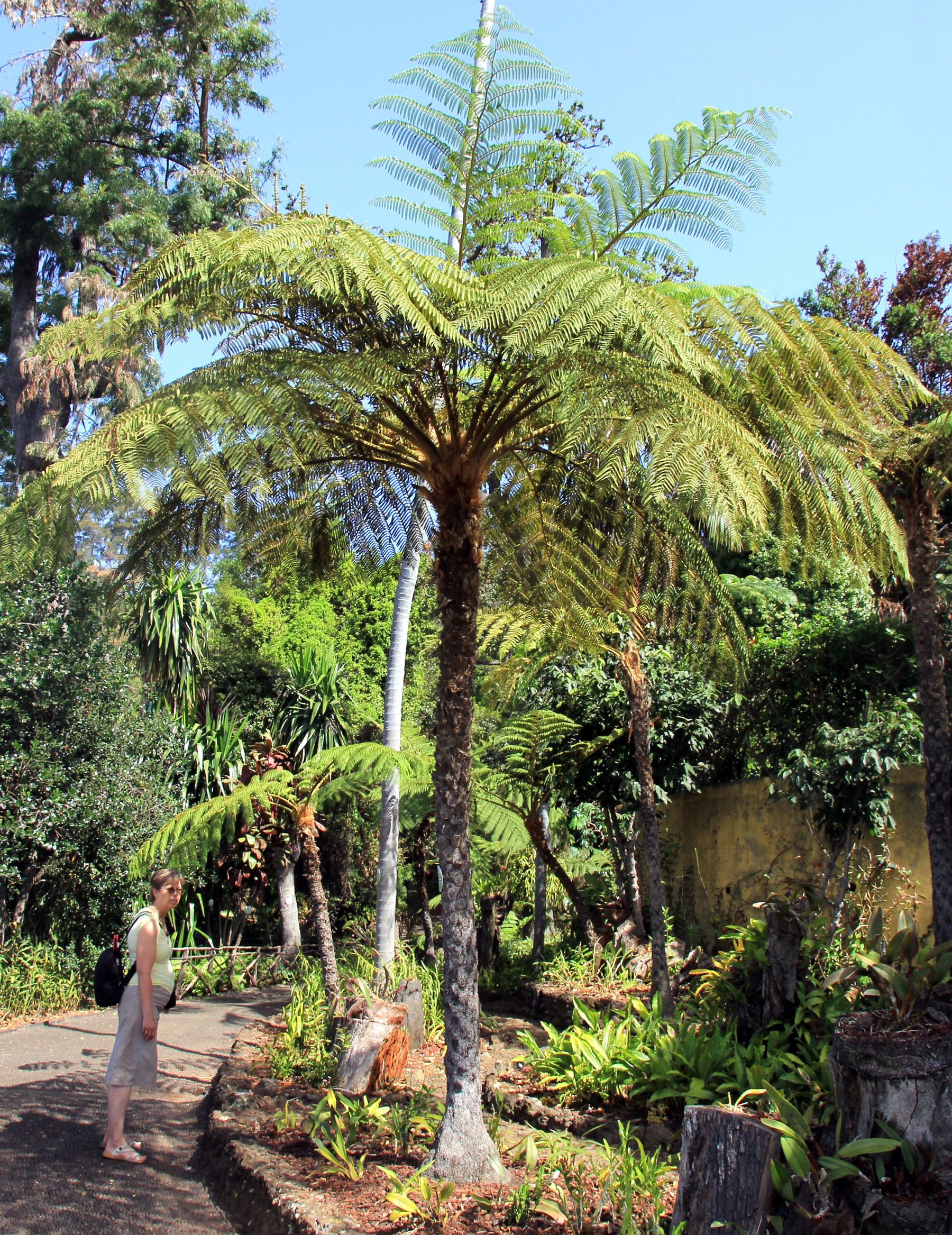
No Jardim Botânico da Madeira
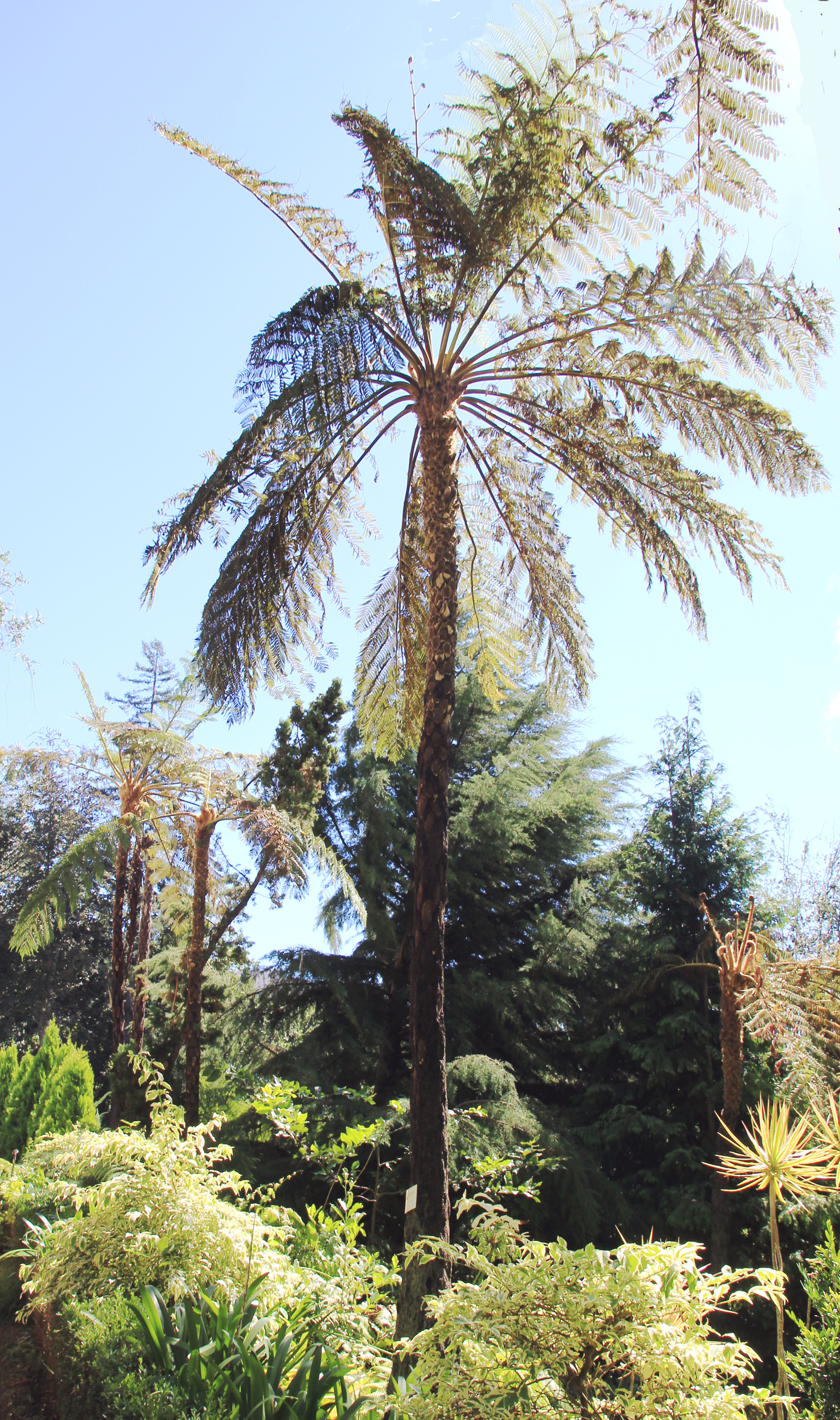
Madeira
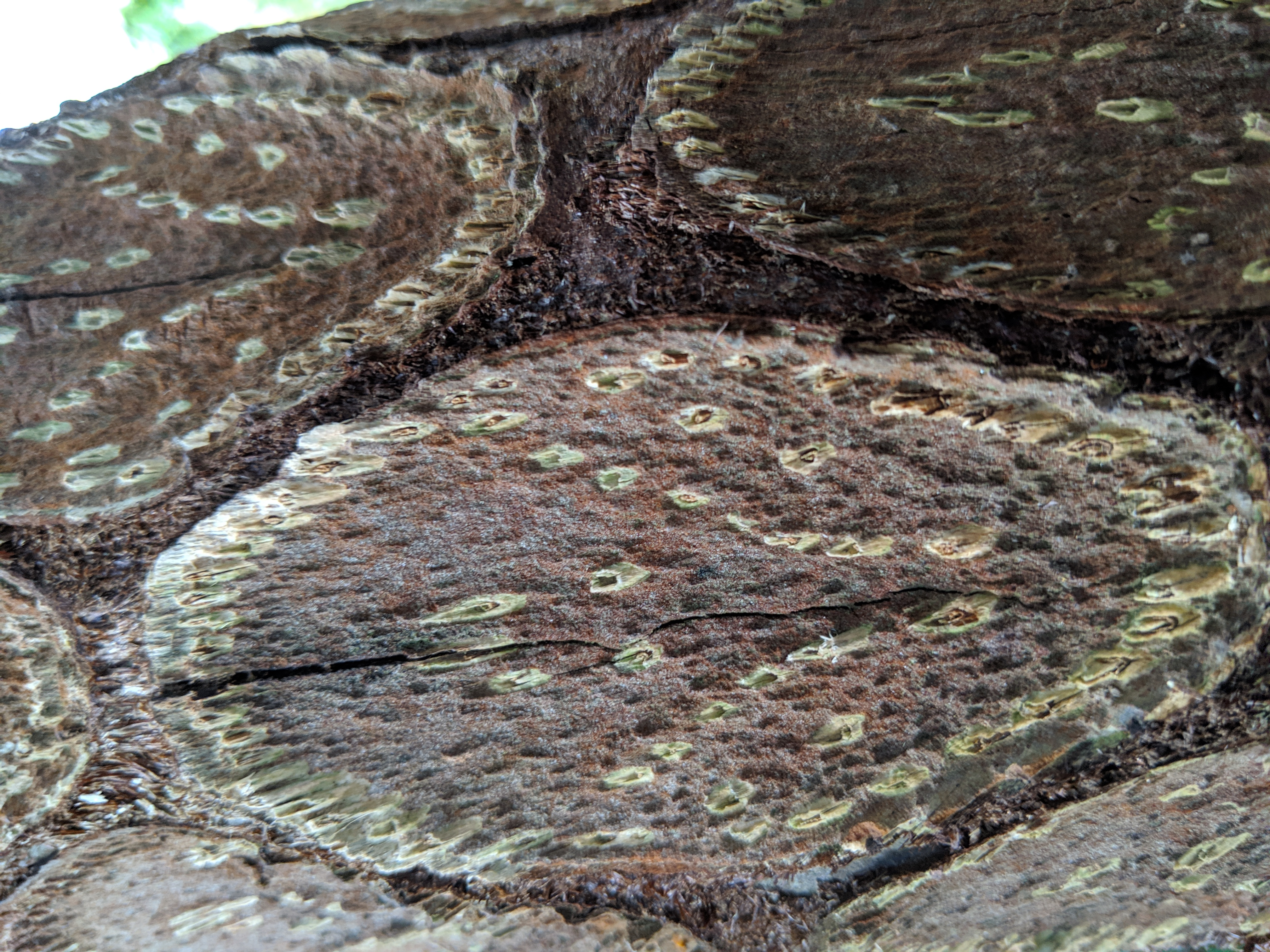
Cicatrizes das frondes (tronco horizontal)
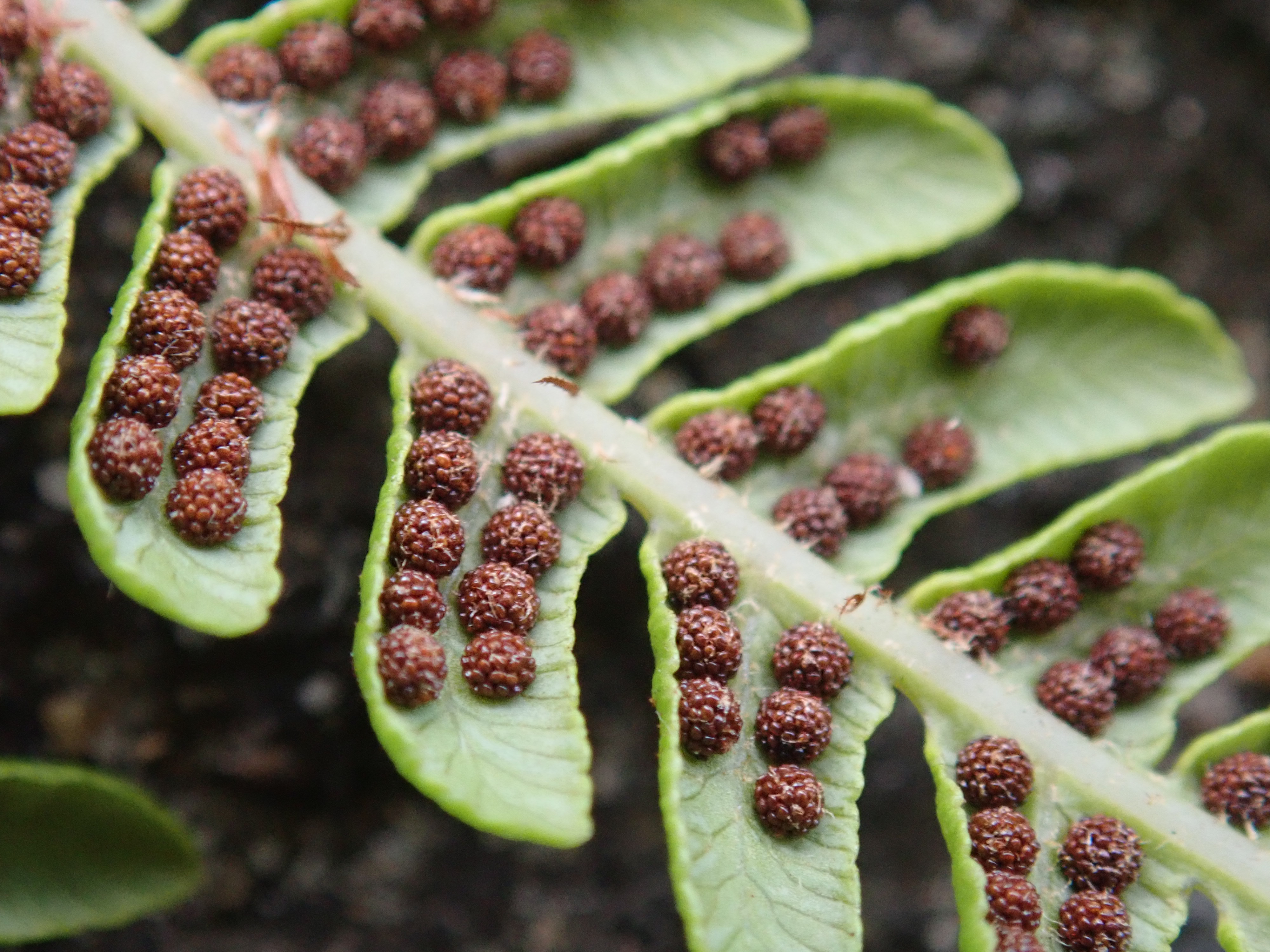
Fronde de folha fértil